# Нагешвара
Нагешвар (санскр. नागेश्वर, IAST: nāgeśvara) — один из двенадцати джьотирлингамов, упоминаемых в Шива-пуране. Нагешвар считается первым джьотирлингамом, появившимся на земле.

## Упоминания
В Шива-пуране говорится, что Нагешвара находится в лесу Дарук (один из лесов упоминаемых в древнеиднийских текстах, таких как Камья, Двайта, Данда и т. д.)